# 雷吉·汉森
雷金纳德·伦纳德·汉森（英語：Reginald Leonard Hanson，1968年10月6日—），美国NBA联盟前职业篮球运动员。